# Manowo
Manowo (niem. Manow) – wieś w Polsce położona w województwie zachodniopomorskim, w powiecie koszalińskim, w gminie Manowo.
W latach 1954–1972 wieś należała i była siedzibą władz gromady Manowo. Po reformie jest siedzibą gminy Manowo. W latach 1975–1998 miejscowość administracyjnie należała do woj. koszalińskiego.
Według Narodowego Spisu Powszechnego Ludności i Mieszkań z 2011 roku liczba ludności we wsi Manowo to 939, z czego 50,6% mieszkańców stanowią kobiety, a 49,4% ludności to mężczyźni. Miejscowość zamieszkuje 13,8% mieszkańców gminy.
Przez miejscowość przebiega droga krajowa nr 11. W pobliżu położony jest utworzony w 2018 rezerwat przyrody Mechowisko Manowo.
We wsi działa klub piłkarski Leśnik Manowo. Klub powstał w 1980 roku. W latach 2013–2015 występował w III lidze. W sezonie 2016/2017 ponownie występował w zreformowanej III lidze, a w sezonie 2017/2018 w IV lidze. Obecnie (sezon 2023/2024) występuje w klasie okręgowej, gr. zachodniopomorskiej III.
We wsi bielony kościół modernistyczny z lat 20. XX w., z wieżą nakrytą łamanym hełmem pagodowym. W pobliżu leśniczówka z pocz. XX w. z głową jelenia w szczycie południowym.